# Isatis (entreprise)
Pour les articles homonymes, voir Isatis.
Isatis était un projet de construction d'une automobile française de sport. La marque a notamment créé l'Isatis BV6.
Ce projet a été lancé par Jean Luc Guionie mais n'a pas abouti.